# اگیوا واواتسینیاس
اگیوا واواتسینیاس (به لاتین: Agioi Vavatsinias) یک منطقهٔ مسکونی در قبرس است که در ناحیه لارناکا واقع شده‌است.

## خصوصیات
اگیوا واواتسینیاس ۱۷۷ نفر جمعیت دارد.